# Le Soulèvement de Persépolis
Le Soulèvement de Persépolis (titre original : Persepolis Rising) est un roman de science-fiction de l'écrivain américain James S. A. Corey, publié en 2017 puis traduit en français et publié en 2019. Il s'agit du septième roman de la série The Expanse. 

## Résumé
L'action se passe trente ans après celle du roman Les Cendres de Babylone. La Terre se remet progressivement des chutes de météorites lancés par la Flotte Libre, trente ans auparavant. Mille trois cents systèmes planétaires ont été ouverts à la colonisation par l'intermédiaire des portails créés par une mystérieuse civilisation extra-terrestre disparue. 
L'Union des Transports, émulation de l'Alliance des Planètes Extérieures, dirigé initialement par Michio Pa, contrôle le trafic entre les différents systèmes à partir de la Station Medina, base située au centre de l'espace vide entre les différents portails. 
La Coalition Terre-Mars (« EMC » en anglais) et l'Union des Transports assurent la sécurité et la paix entre les mondes colonisés et les stations du système solaire depuis plus de trente ans.
Cependant, Laconia et quelques autres systèmes planétaires ne répondent pas à la Coalition et à l'Union. C'est alors que Laconia, colonie dirigée par l'ancien amiral martien renégat Winston Duarte, lance une offensive pour s'emparer du Système Solaire, grâce à une nouvelle génération de vaisseaux surpuissants et plus avancés créés avec l'aide de la Protomolécule, dans le but de former un Empire régnant sur toute l'humanité.

## Personnages

### Principaux personnages
- Winston Duarte, ancien Amiral de la flotte de la République Martienne, a fait sédition et s'est approprié le système de Laconia, coupant toute liaison avec le reste de l'humanité. Il y a établi une colonie militaire dont il s'est proclamé Haut-Consul, et entrepris l'exploitation des données apportées par la protomolécule.
- Paolo Cortazár, biologiste de l'Université militaire de Laconia, étudie la protomolécule et a injecté à Duarte des extraits de la protomolécule, susceptibles de lui donner des capacités surhumaines.
- le Haut-Amiral Anton Trejo, chef d'état-major de la marine impériale laconienne, est le dirigeant de la flotte expéditionnaire qui envahit le système solaire.
- Camina Drummer, ancienne chef de la sécurité de la Station Tycho, est la présidente de l'Union des Transports.
- James Holden, le commandant du Rossinante, effectue des missions pour l'Union des Transports et la Coalition.
- Naomi Nagata, commandant en second du Rossinante, est la compagne de James Holden.
- Amos Burton est le mécanicien du Rossinante.
- Alex Kamal, ancien pilote de la Marine Martienne, est le pilote du Rossinante.
- Roberta (Bobbie) Drapper, ancien sergent de la Marine Martienne, est restée sur le Rossinante.
- Clarissa Mao, fille de Pierre Jules Mao, libérée de prison par Amos, a rejoint l'équipage du Rossinante sur la Lune. Elle est toujours en traitement : les glandes artificielles qu'on lui a implantées l'empoisonnent progressivement.
- Santiago Singh, est un capitaine laconien, remarqué par le Haut-Consul Duarte pour sa rigueur et sa fidélité, qui lui vaut d'être nommé gouverneur de la station Medina.

### Autres personnages
- Carrie Fisk est présidente de l'Association des Mondes, elle représente les nouvelles planètes colonisée au-delà des portails.
- Katria Mendez est la cheffe du Collectif Voltaire, organisation extrémiste ceinturienne, active au sein du Syndicat des Transports sur Medina Station.
- Emily Santos-Baca est un responsable de l'Union des Transports, elle réside dans la cité du vide Indépendance.
- Saba est l'époux de Camina Drummer et capitaine du Malaclypse, il est un chef de la rébellion contre les laconiens sur la station Medina.

## Stations et planètes
- Laconia et la planète colonisée par la faction de la marine martienne menée par l'Amiral Winston Duarte qui s'est auto-proclamé Haut-Consul, et y a établi une dictature militaro-scientifique en coupant tout contact avec le reste de l'humanité.
- La station Medina est la station centrale implantée au milieu de la Zone Lente, espace artificiel situé entre les portails. La station est un gigantesque vaisseau générationnel reconverti au cours des événements décrits dans le roman La Porte d'Abaddon.
- Freehold, est une planète nouvellement colonisée aux ressources extrêmement limitées. Ses habitants ont enfreint la réglementation de l'Union des Transports en effectuant un trajet illégal.
- La station Tycho-Pallas a été formée trente ans auparavant, avec le transfert de la station Tycho, ancien siège de l'OPA, dans l'orbite de l’astéroïde Pallas. C'est le plus grand site industriel de construction de la Coalition Terre-Mars.
- Illus, est la première planète extrasolaire colonisée par l'humanité. De mystérieux artefacts, découverts dans les événements décrits au cours du roman Les Feux de Cibola y sont présents. Ils suggèrent une menace latente datant de plus d'un milliard d'années, qui pourrait être responsable de la disparition de la civilisation extraterrestre ayant créé les portails.
- Le Foyer du Peuple est une cité du vide, ville orbitale, autour de Mars, c'est le siège du Syndicat des Transports. Camina Drummer y réside.

## Éditions
- Persepolis Rising, Orbit, 5 décembre 2017, 549 p.  (ISBN 978-0-316-33283-5)
- Le Soulèvement de Persépolis, Actes Sud, coll. « Exofictions », 6 novembre 2019, trad. Yannis Urano, 608 p.  (ISBN 978-2-330-12845-6)
- Le Soulèvement de Persépolis, Actes Sud, coll. « Babel » no 1781, 6 octobre 2021, trad. Yannis Urano, 704 p.  (ISBN 978-2-330-15711-1)
- Le Soulèvement de Persépolis, Le Livre de poche, coll. « Imaginaire » no 37644, 19 juin 2024, trad. Yannis Urano, 864 p.  (ISBN 978-2-253-24368-7)